# Wladek Zbyszko
Wladek Zbyszko, geboren als Władysław Cyganiewicz, (Jodłowa, 20 november 1891 - aldaar, 10 juni 1968) was een Pools professioneel worstelaar en strongman. Hij was de broer van Stanislaus Zbyszko. De naam "Zbyszko" was in zijn kindertijd een bijnaam van zijn oudere broer Stanislaus die beide broers later gebruikten in de ring.

## Professioneel worstelcarrière
Op 5 juni 1917, in San Francisco, eiste Zbyszko het AWA World Heavyweight Championship op nadat hij Ed 'Strangler' Lewis versloeg. Op 4 juli 1917 verloor hij van Lewis, maar op 22 december 1917 won hij van Lewis. Op 8 februari 1918 moest hij het AWA World Heavyweight Championship afstaan aan Earl Caddock.
Op 10 juni 1968 overleed hij op 76-jarige leeftijd aan de gevolgen van een hartaanval.

## Prestaties
- American Wrestling Association (Boston)
  - AWA World Heavyweight Championship (Boston versie; 1 keer)

- Overige titels
  - American Heavyweight Championship (1 keer)

- Professional Wrestling Hall of Fame and Museum
  - (Class of 2009)

- Wrestling Observer Newsletter
  - Wrestling Observer Newsletter Hall of Fame (Class of 2010)